# آلتیر
آلتیر (انگلیسی: Altair) شرکت مهندسی آمریکایی است، که در سال ۱۹۸۵ تأسیس شد.